# Proprioseiopsis chilosus
Proprioseiopsis chilosus är en spindeldjursart som först beskrevs av van der Merwe 1968.  Proprioseiopsis chilosus ingår i släktet Proprioseiopsis och familjen Phytoseiidae. Inga underarter finns listade i Catalogue of Life.